# 1889 Pakhmutova
Az 1889 Pakhmutova (ideiglenes jelöléssel 1968 BE) a Naprendszer kisbolygóövében található aszteroida. Ljudmila Csernih fedezte fel 1968. január 24-én.